# Якоб Шеффер
Якоб Крістіан Шеффер нім. Jacob Christian Schäffer — німецький професор, винахідник, міколог, орнітолог та ентомолог.

## Біографія

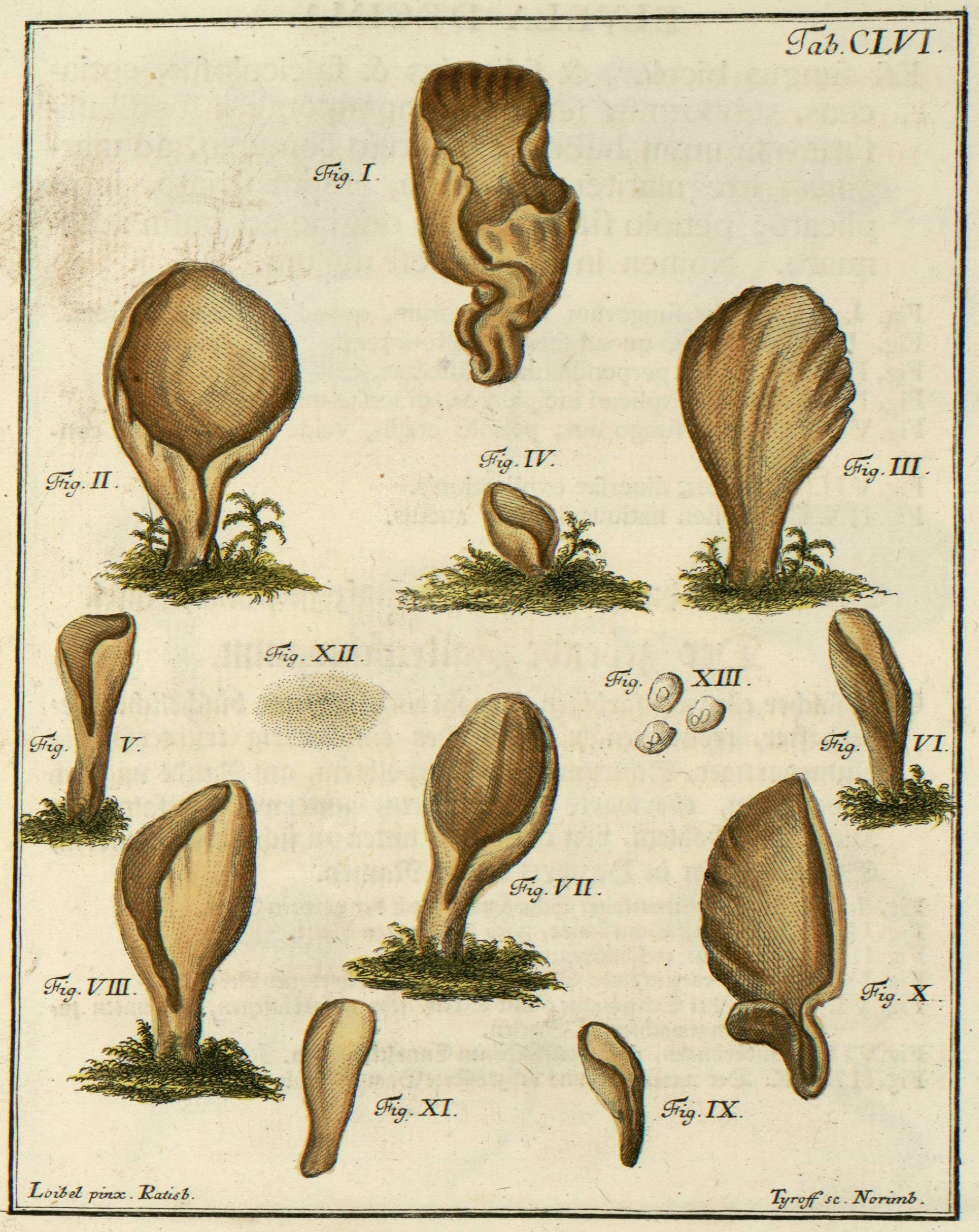
Сторінка з Natürlich ausgemahlten Abbildungen baierischer und pfälzischer Schwämme, welche um Regensburg wachsen

Народився 31 травня 1718 у місті Кверфурт. Вивчав богослів'я в Університеті Галле з 1736 по 1738 рік. Згодом став доктором наук в Університеті у Віттенберзі. У 1763 році Тюбінгенський університет надав Шефферу вчений ступінь в галузі богослов'я — доктор богослов'я. З 1779 року — настоятель протестантського приходу в місті Регенсбург.

## Науковий доробок
В 1759 році Шеффер опублікував нім. Erleichterte Artzney-Kräuterwissenschaft посібник з лікувальних трав. З 1762 по 1764 рік він працював над 4-ма томами ілюстрованого довідника грибів нім. Natürlich ausgemahlten Abbildungen baierischer und pfälzischer Schwämme, welche um Regensburg wachsen. У 1774 році написав лат. Elementa Ornithologica, у якій запропонував класифікувати птахів по формі їхніх ніг. У 1779 році Шеффер опублікував тритомну працю лат. Icones insectorum circa ratisbonam indigenorum coloribus naturam referentibus expressae з 280 вручну розмальованих гравюр, що ілюстрували форму близько 3000 комах. Після цієї книги опублікував книгу по ентомології лат. Elementa entomologica у 1789.